# Edward Ponsonby, 8. Earl of Bessborough

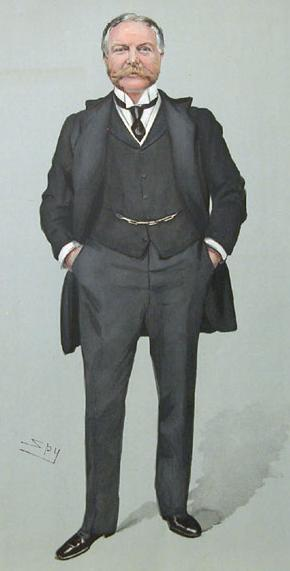
„The Viscount Duncannon“: Edward Ponsonby, 8. Earl of Bessborough
(Karikatur von Leslie Ward (Spy) im Vanity Fair, 6. Oktober 1904)

Edward Ponsonby, 8. Earl of Bessborough KP, CB, CVO, KGStJ, DL, JP (* 1. März 1851; † 1. Dezember 1920 in Birmingham, Warwickshire) war ein britischer Peer und Politiker, der von 1908 bis 1920 als Vorstandsvorsitzender des Eisenbahnunternehmens London, Brighton and South Coast Railway (LB&SCR) fungierte.

## Leben

### Familiäre Herkunft
Ponsonby war das älteste von acht Kindern von Walter William Brabazon Ponsonby, 7. Earl of Bessborough aus dessen Ehe mit Lady Louisa Susan Cornwallis Eliot, einer Tochter des Edward Eliot, 3. Earl of St. Germans. Als Heir apparent seines Vaters führte er ab 1895 den Höflichkeitstitel Viscount Duncannon.
Seine jüngere Schwester Maria Ponsonby verstarb 1949 unverheiratet im Alter von 97 Jahren. Sein jüngerer Bruder Cyril Walter Ponsonby war zeitweilig Lieutenant of the Tower of London. Der zweite Bruder Granville Ponsonby fungierte als Chef der Polizei von St. Lucia in der Karibik. Der dritte Bruder war Arthur Cornwallis Ponsonby. Seine Schwester Ethel Jemima Ponsonby war mit George Somerset, 3. Baron Raglan verheiratet, der unter anderem zwischen 1900 und 1902 Unterstaatssekretär im Kriegsministerium sowie von 1902 bis 1919 Vizegouverneur der Isle of Man war. Sein vierter und jüngster Bruder Walter Gerald Ponsonby war als Barrister tätig. Die dritte und jüngste Schwester Sara Kathleen Ponsonby war die Ehefrau von Major Charles Lancelot Andrews Skinner.

### Karriere
Nach dem Schulbesuch absolvierte er eine Offiziersausbildung in der Royal Navy und war 1874 bis in den Rang eines Lieutenant aufgestiegen.
Nach einem Studium der Rechtswissenschaften nahm er 1879 eine Tätigkeit als Barrister auf, wechselte aber bereits 1880 in den Staatsdienst und fungierte zwischen 1880 und 1884 als Sekretär von Lord Richard Grosvenor, der zwischen 1880 und 1885 Parlamentarischer Sekretär im Schatzamt war. 1884 übernahm er die Funktion als Sekretär des Sprechers des Unterhauses (Speaker of the House of Commons), Arthur Wellesley Peel, und bekleidete diese bis zum Ende von Peels Amtszeit 1895. Am 3. Mai 1895 wurde er als Companion des Order of the Bath (CB) ausgezeichnet.
Er gehörte zwischen 1897 und 1900 dem Rat des County Kilkenny als Mitglied an und war zudem 1898 Sheriff des County Carlow. Er fungierte zeitweise als Friedensrichter der Counties Middlesex, Kilkenny und Carlow, sowie als Deputy Lieutenant (DL) des County Kilkenny. Am 22. August 1902 wurde er als Commander des Royal Victorian Order (CVO) ausgezeichnet.
Beim Tod seines Vaters erbte er am 24. Februar 1906 dessen irische Adelstitel als 8. Earl of Bessborough, 9. Viscount Duncannon und 9. Baron Bessborough, sowie dessen britische Adelstitel als 8. Baron Ponsonby und 5. Baron Duncannon of Bessborough. Mit letzteren beiden Titeln war ein Sitz im House of Lords verbunden.
Im Februar 1908 löste Ponsonby Thomas Fremantle, 2. Baron Cottesloe als Vorstandsvorsitzender des Eisenbahnunternehmens London, Brighton and South Coast Railway (LB&SCR) ab. Diese Funktion als Vorsitzender der sogenannten „Brighton Line“ übte er bis zu seinem Tod aus und wurde im Anschluss durch Charles C. Macrae. Er wurde am 10. August 1908 als Knight of Grace in den Order of Saint John (KGStJ) aufgenommen. Am 28. Mai 1915 wurde er ferner zum Knight Companion der Order of St. Patrick (KP) geschlagen.
Er starb am 1. Dezember 1920 und wurde am 7. Dezember 1920 in Pilltown im County Kilkenny beigesetzt.

### Ehe und Nachkommen
Edward Ponsonby heiratete am 22. April 1875 Blanche Vere Guest, Tochter des Unterhausabgeordneten Sir John Josiah Guest, 1. Baronet. Aus dieser Ehe gingen drei Töchter und drei Söhne hervor:
Die älteste Tochter Lady Olwen Verena Ponsonby war mit Geoffrey Browne, 3. Baron Oranmore and Browne verheiratet und kam am 7. Juni 1927 bei einem Autounfall ums Leben, an dessen Folgen ihr Ehemann knapp drei Wochen später am 30. Juni 1927 ebenfalls verstarb. Die zweitälteste Tochter Lady Helena Blanche Irene Ponsonby war die Ehefrau von Major John Congreve, einem Offizier der Westmorland and Cumberland Yeomanry, der später unter anderem auch Deputy Lieutenant des County Waterford war. Der älteste Sohn Vere Brabazon Ponsonby, war 1910 für einige Monate sowie von 1913 bis 1920 Mitglied des Unterhauses, erbte beim Tod von Edward Ponsonby dessen Adelstitel als 9. Earl of Bessborough und fungierte unter anderem zwischen 1931 und 1935 als Generalgouverneur von Kanada. Er war mit Roberte de Neuflize verheiratet, der Tochter des französischen Barons Jean de Neuflize. Der zweitälteste Sohn Cyril Myles Brabazon Ponsonby diente als Major bei den Grenadier Guards und fiel am 28. September 1915 im Ersten Weltkrieg. Er war mit Rita Narcissa Longfield verheiratet, Tochter von Lieutenant-Colonel Mountifort John Courtenay Longfield. Edward Ponsonbys jüngster Sohn Bertie Brabazon Ponsonby war Captain bei den Buckinghamshire Yeomanry (Royal Buckhamshire Hussars) und als Barrister tätig. Seine Ehefrau Constance Evelyn Meyer war Tochter des Geistlichen Horace Rollo Meyer. Die jüngste Tochter Ponsonbys, Lady Gweneth Frida Ponsonby, verstarb 1984 im Alter von 96 Jahren und war zwei Mal verheiratet, und zwar von 1913 bis zu dessen Tod 1922 mit Windham Baring, einem Direktor des argentinischen Eisenbahnunternehmens Ferrocarril del Sud und Sohn von Evelyn Baring, 1. Earl of Cromer. In zweiter Ehe heiratete sie 1926 den 1968 verstorbenen Ralph Henry Voltelin Cavendish, der im Ersten Weltkrieg als Captain bei den Grenadier Guards sowie im Zweiten Weltkrieg als Colonel bei der British Home Guard diente und 1952 Deputy Lieutenant der Grafschaft Kent wurde.